# Israel Electric Corporation
Pour les articles homonymes, voir IEC.
Israel Electric Corporation (IEC) ou חברת החשמל לישראל est la principale entreprise d'électricité en Israël. La société est détenue à 99,85 % par l'État.
IEC construit, entretient et fait fonctionner les stations de production électrique ainsi que le réseau de distribution.